# Douglas B-23 Dragon
Chiếc Douglas B-23 Dragon là một Máy bay ném bom tầm trung hai động cơ do Douglas Aircraft Company phát triển như là kiểu tiếp nối và hoàn thiện hơn chiếc B-18 Bolo.

## Thiết kế và phát triển
Thiết kế của chiếc B-23 hầu như tương tự với kiểu máy bay dân dụng Douglas DC-3. Nó là máy bay ném bom hoạt động đầu tiên của Không lực Mỹ được trang bị tháp súng đuôi bằng kính. Nó bay chuyến bay đầu tiên vào ngày 27 tháng 7 năm 1939.
Cánh đuôi đứng cao của chiếc B-23 được Ford cải tiến để áp dụng cho kiểu máy bay B-24 Liberator và giúp gia tăng tính năng bay, nhưng chưa bao giờ được đưa vào sản xuất. Cải tiến này sau đó được áp dụng cho chiếc PB4Y Privateer của Hải quân, vốn là một phiên bản tiếp tục phát triển từ chiếc Liberator.

## Lịch sử hoạt động
Trong khi có tốc độ bay nhanh hơn đáng kể cũng như trang bị vũ khí tốt hơn chiếc B-18, chiếc B-23 lại tỏ ra yếu kém hơn so với những chiếc máy bay ném bom mới hơn như B-25 Mitchell và B-26 Marauder. Vì lý do này, 38 chiếc B-23 đã chế tạo chưa bao giờ được sử dụng trong chiến đấu. Chúng đảm trách vai trò huấn luyện, trinh sát, vận tải (dưới tên gọi UC-67), và thử nghiệm. Một chiếc UC-67 được Bảo tàng Quốc gia Không quân Hoa Kỳ cải tạo ngược trở lại cấu hình B-23 để trưng bày.

## Các nước sử dụng
Hoa Kỳ
- Không lực Lục quân Hoa Kỳ

## Đặc điểm kỹ thuật (B-23 Dragon)
Nguồn: Joe Baugher's Encyclopedia of American aircraft

### Đặc tính chung
- Đội bay: 06 người
- Chiều dài: 17,8 m (58 ft 6 in)
- Sải cánh: 28,0 m (92 ft 0 in)
- Chiều cao: 5,6 m (18 ft 6 in)
- Diện tích bề mặt cánh: 92,3 m² (993 ft²)
- Lực nâng của cánh: 130 kg/m² (26,7 lb/ft²)
- Trọng lượng không tải: 8.677 kg (19.089 lb)
- Trọng lượng có tải: 12.000 kg (26.500 lb)
- Trọng lượng cất cánh tối đa: 14.700 kg (32.400 lb)
- Động cơ: 2 x động cơ Wright R-2600-3 bố trí hình tròn, công suất 1.600 mã lực (1.194 kW) mỗi động cơ

### Đặc tính bay
- Tốc độ lớn nhất: 454 km/h (245 knot, 282 mph)
- Tầm bay tối đa: 2.300 km (1.200 nm, 1.400 mi) với 1.800 kg (4.000 lb) bom
- Trần bay: 9.630 m (31.600 ft)
- Tốc độ lên cao: 7,6 m/s (1.493 ft/min)
- Tỉ lệ công suất/khối lượng: 0,20 kW/kg (0,17 hp/lb)

### Vũ khí
- 3 x súng máy Browning M1919 7,62 mm (0,30 in)
- 1 x súng máy Browning M2 12,7 mm (0,50 in) trên tháp súng đuôi
- 1.800 kg (4.000 lb) bom

## Nội dung liên quan

### Máy bay liên quan
- Douglas DC-3
- Douglas B-18 Bolo

### Máy bay tương tự
- Douglas XB-22
- Martin B-26 Marauder
- North American B-25 Mitchell

### Trình tự thiết kế
- Y1B-20 - XB-21 - XB-22 - B-23 - B-24 - B-25 - B-26

### Danh sách liên quan
- Danh sách máy bay chiến đấu
- Danh sách máy bay quân sự Hoa Kỳ
- Danh sách máy bay trong Chiến tranh Thế giới II
- Danh sách máy bay ném bom